# Gazax-et-Baccarisse
Gazax-et-Baccarisse é uma comuna francesa na região administrativa de Occitânia, no departamento de Gers. Estende-se por uma área de 9,45 km². Em 2010 a comuna tinha 76 habitantes (densidade: 8 hab./km²).